# Agartala
Agartala er hovedstaden i den indiske delstat Tripura. Den ligger ved floden Haroa, 2 km fra grænsen til Bangladesh, og har omkring 200.000 indbyggere.